# Fontanna Apolla w Poznaniu

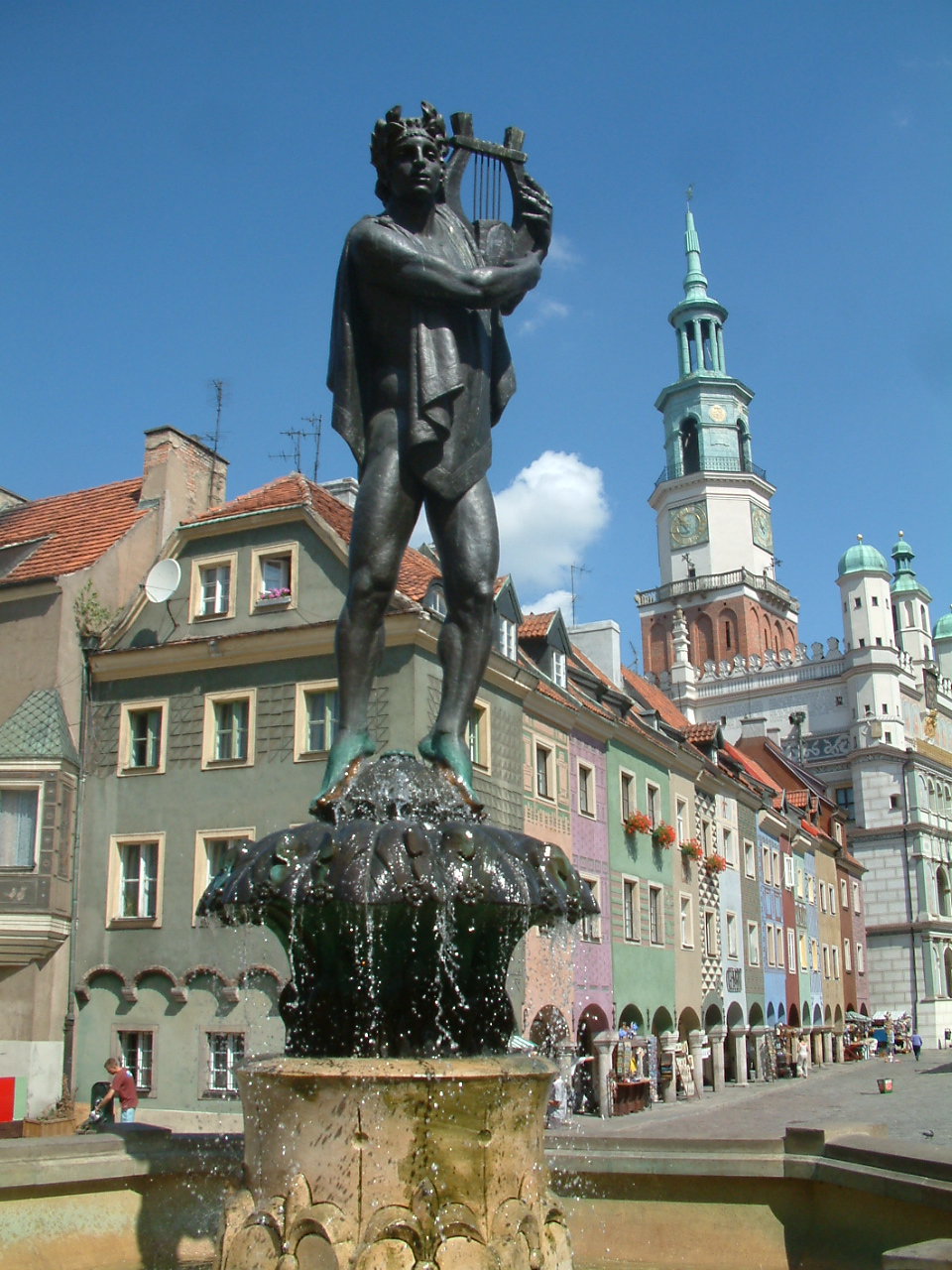
Fontanna Apolla

Fontanna Apolla – jedna z czterech fontann na Starym Rynku w Poznaniu, po jego południowo-wschodniej stronie u ujścia ulicy Świętosławskiej i Wodnej. Została ustawiona w 2002. Twórcą fontanny jest Marian Konieczny. Już w XVII wieku stała w tym miejscu jedna z czterech fontann stojących na Rynku, gdzie do końca XIX wieku zaopatrywała mieszkańców Poznania w wodę.